# فوكس فورج
فوكس فورج (VoxForge) مجموعة من بيانات كلام تم اعدادها لجمع الكلام المكتوب لاستخدامه في محركات التعرف على الكلام مفتوح المصدر.
فوكس فورج تم إعداده لجمع الكلام المكتوب لإنشاء مجموعة كلام (GPL)  المجانية للاستخدام مع محركات التعرف على الكلام مفتوح المصدر . يتم تجميع الملفات الصوتية لاستخدامها مع محركات التعرف على الكلام مفتوح المصدر مثل : Julius- ISIP - Sphinx  و HTK ملاحظة : HTK  لها قيود على التوزيع
استخم فوكس فورج (  LibriVox) كمصدر للبيانات الصوتية منذ عام 2007 .

## روابط خارجية
- الموقع الرسمي